# Chlorophorus annularoides
Chlorophorus annularoides là một loài bọ cánh cứng trong họ Cerambycidae.